# Aéroport international Philip S. W. Goldson
L'aéroport international Philip S. W. Goldson, (code IATA : BZE • code OACI : MZBZ) est un aéroport domestique et international desservant la ville de Belize City, l'ancienne capitale du Belize et la plus grande ville du pays. L'aéroport se trouve sur la commune de Ladyville. Il est distant d'environ 30 minutes en voiture de Belize City.
C'est l'aéroport le plus important du pays. Il est nommé d'après Philip Goldson (1923-2001).

## Situation
| Belize City (International) Belize City (National) Belmopan‎ Big Creek Caye Caulker Caye Chapel Corozal Dangriga Independence/Savannah Orange Walk‎ Town Placencia‎ Punta Gorda San Ignacio‎ San Pedro‎ Sarteneja Silver Creek |

## Compagnies et destinations

### Passagers
| Compagnies                       | Destinations |
| -------------------------------- | --- |
| Air Canada Rouge                 | En saison : Toronto (Pearson) |
| American Airlines                | Dallas-Fort Worth, Los Angeles, Miami En saison : Charlotte-Douglas |
| Avianca El Salvador              | San Salvador-M. O. A. Romero y Galdámez |
| Copa Airlines                    | Panama-Tocumen |
| Delta Air Lines                  | Atlanta H.-Jackson |
| Maya Island Air                  | Cancún, Caye Caulker, Caye Chapel, Corozal, Dangriga, Placencia, Punta Gorda, San Pedro (Ambregris Caye), San Pedro Sula-R. V. Morales |
| Southwest Airlines               | Fort Lauderdale-Hollywood, Houston-W. P. Hobby En saison : Denver |
| Sun Country Airlines             | En saison : Minneapolis-Saint-Paul |
| Transportes Aéreos Guatemaltecos | Cancún, Flores-Monde Maya, Guatemala-La Aurora |
| Tropic Air                       | - Belize City (Municipal), - Cancún, - Caye Caulker, - Chetumal, - Corozal, - Dangriga, - Flores-Monde Maya, - Mérida C. Rejón, - Placencia, - Punta Gorda, - Roatán-J. M. Gálvez, - San Ignacio, - San Pedro (Ambregris Caye), - San Pedro Sula-R. V. Morales |
| United Airlines                  | Chicago-O'Hare, Houston-George Bush En saison : Newark-Liberty |
| WestJet                          | En saison : Calgary, Toronto (Pearson) |

Édité le 12/02/2020

## Statistiques
Pour des raisons techniques, il est temporairement impossible d'afficher le graphique qui aurait dû être présenté ici.

Voir la requête brute et les sources sur Wikidata.